# Apodemia mormonia
Apodemia mormonia är en fjärilsart som beskrevs av Jean Baptiste Boisduval 1868. Apodemia mormonia ingår i släktet Apodemia och familjen Riodinidae. Inga underarter finns listade i Catalogue of Life.